# Елизавета Элеонора Брауншвейг-Вольфенбюттельская
Елизавета Элеонора Брауншвейг-Вольфенбюттельская (нем. Elisabeth Eleonore von Braunschweig-Wolfenbüttel; 30 сентября 1658, Вольфенбюттель — 15 марта 1729, Майнинген) — старшая дочь герцога Брауншвейг-Вольфенбюттеля Антона Ульриха и его супруги Юлианы Гольштейн-Норбургской.

## Биография
Елизавета Элеонора вышла замуж 2 февраля 1675 года в Вольфенбюттеле за герцога Иоганна Георга Мекленбургского, который умер спустя пять месяцев. 25 января 1681 года в Шёнингене Елизавета Элеонора вышла замуж во второй раз за герцога Саксен-Мейнингена Бернгарда. Несмотря на то, что супруга не разделяла увлечений Бернхарда алхимией и расточительных трат на военные нужды, их брак описывался как счастливый.
Одарённая дочь герцога-литератора Антона Ульриха поддерживала супруга в его увлечении музыкой и литературой. После смерти супруга Елизавета Элеонора вопреки завещанию мужа заняла сторону своего приёмного сына Эрнста Людвига I, стремившегося при поддержке министра фон Вольцогена добиться единоличной власти. Тем самым Елизавета Элеонора несёт часть ответственности за разгоревшуюся и продолжавшуюся в течение следующих 30 лет вражду между братьями в Саксен-Мейнингене. Она никогда не оказывала поддержку своему родному сыну Антону Ульриху, холодно приняв его морганатический брак с Филиппиной Елизаветой Цезарь.
Дворец-резиденция в Майнингене назван в честь Елизаветы Элеоноры Элизабетенбург.

## Потомки
- Елизавета Эрнестина (1681—1766), аббатиса Гандерсгеймского монастыря 1713
- Элеонора Фридерика (1683—1739), монахиня Гандерсгеймского монастыря
- Антон Август (1684)
- Вильгельмина Луиза (1686—1753), замужем за Карлом Вюртемберг-Бернштадтским (1682—1745)
- Антон Ульрих (1687—1763), герцог Саксен-Мейнингена, женат на Филиппине Елизавете Цезарь (1683—1744), затем на принцессе Шарлотте Амалии Гессен-Филипстальской (1730—1801)